# 约翰·梅欧
约翰·梅欧（1640年5月24日—1679年）是一位英国化学家和生理学家，1658年进入牛津大學瓦德漢學院学习，1660年后进入牛津大学万灵学院，1678年当选英国皇家学会会士。